# SŽD-Baureihe ТГМ7
Die Lokomotiven der Baureihe ТГМ7 (deutsche Transkription TGM7) der Sowjetischen Eisenbahnen (SŽD) sind schmalspurige Diesellokomotiven zum Einsatz auf Sachalin.
Nach der Ablösung der Dampflokomotiven für den Streckendienst auf der mit der für Japan typischen Kapspur (Spurweite 1067 mm) betriebenen Sachalinskaja schelesnaja doroga durch die Baureihe ТГ16 (TG16) wurde Anfang der 1970er Jahre der Ersatz der Einsatz von Diesellokomotiven auch im Rangierdienst in Angriff genommen. Als Basis der Entwicklung dienten die breitspurigen, dieselhydraulischen Lokomotiven der Baureihen ТГМ3А, ТГМ3Б und ТГМ4А (TGM3A, TGM3B, TGM4A). Die wesentlichste Änderung neben den geänderten Drehgestellen war der Austausch des Motors gegen den auch in den ТГ16 verwendeten Typ М756В (M756W), um die Ersatzteilvorhaltung zu vereinfachen. 1974 wurden in der Diesellokfabrik Ljudinowo die beiden ersten Lokomotiven als ТГМ7-001 und -002 gebaut.
Entsprechend der Verwendung als Rangierlokomotive wurden ТГМ7 mit einem außermittig angeordneten Führerstand mit zwei Bedienpulten gebaut. Für Überführungsfahrten auf der Breitspur 1520 mm konnten sie mit entsprechenden Drehgestellen mit Raddurchmesser 1050 mm ausgerüstet werden. Der Serienbau begann 1977, bis 1979 wurden 31 ТГМ7 gebaut. 1982 und 1983 folgten 16 weitere. Insgesamt wurden 49 (nach anderen Quellen 52) ТГМ7 gebaut, von denen einige bei Industriebahnen zum Einsatz kamen.
Mit den ТГМ7 gelang die Ablösung der Д51 auch im Rangierdienst. Aufgrund einiger Streckenstilllegungen reduzierte sich der Bedarf im Laufe der Jahre, 2001 waren noch 22 Lokomotiven im Bestand.
Als Nachfolger der ТГМ7 wurde ab 1992 die Baureihe ТГМ11 (TGM11) gebaut. Sie erreichte in der Variante für die Spurweite 1067 mm aber nur eine Stückzahl von 11 Lokomotiven.